# 1728 Ґете Лінк
1728 Ґете Лінк (1728 Goethe Link) — астероїд головного поясу, відкритий 12 жовтня 1964 року.
Тіссеранів параметр щодо Юпітера — 3,417.